# Olaya Herrera
Olaya Herrera è un comune della Colombia facente parte del dipartimento di Nariño.
Il comune venne istituito il 30 novembre 1975 ed è stato così nominato in onore di Enrique Olaya Herrera, Presidente della Colombia tra il 7 agosto 1930 e il 7 agosto 1934.